# Tmarus obesus
Tmarus obesus là một loài nhện trong họ Thomisidae.
Loài này thuộc chi Tmarus. Tmarus obesus được Cândido Firmino de Mello-Leitão miêu tả năm 1929.